# Weltdeutsch

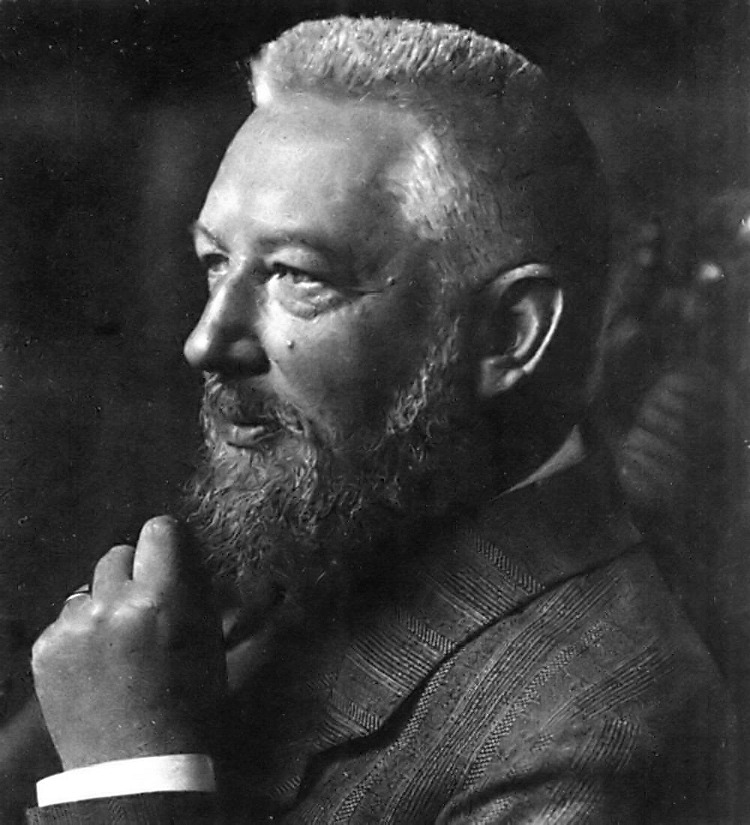
Wilhelm Ostwald

Weltdeutsch ist die Bezeichnung mehrerer Plansprachen aus der Zeit des Ersten Weltkrieges. Es handelt sich dabei um Varianten eines vereinfachten Deutsch, die als internationale Lingua franca im Interesse Deutschlands fungieren sollten. Besonderen Nutzen schrieb man der Verwendung in den deutschen Kolonien und Schutzgebieten zu.

## Geschichte
Im Jahre 1913 erschien Das vereinfachte Deutsch, die Sprache aller Völker von Oswald Salzmann.
Unter dem Namen „Weltdeutsch“ wurden in den Jahren 1915 und 1916 mehrere Modelle vorgestellt:
Der deutsch-baltische Naturwissenschaftler und Nobelpreisträger Wilhelm Ostwald, der sowohl für die Interlinguistik im Allgemeinen als auch für die Entwicklung von Esperanto und Ido wichtige Beiträge geleistet hat, schlug 1915 eine Hegemonialvariante einer Plansprache vor, die er Weltdeutsch nannte. Er blieb in seinen Vorschlägen aber weitgehend theoretisch. Über ein „vereinfachtes Deutsch“ meinte er: „In diesem müssten alle entbehrlichen Mannigfaltigkeiten, all jener für die Ästhetik so reizvolle ‚Reichtum‘ der Sprache, welche ihr Erlernen so ungeheuer erschwert, beseitigt werden […].“ Konkret gab Ostwald lediglich an, dass er nur einen einzigen Artikel (etwa de) zulassen und die Laute ä, ö, ü sowie die zusammengesetzten Zeichen ch und sch streichen würde; statt z könne man ts schreiben. Mehr Details sind in Ostwalds Schriften bisher nicht gefunden worden. Vermutlich hatte er das Projekt niemals ausgearbeitet. Dies ist umso wahrscheinlicher, als er noch in seinem 1910 erschienenen Buch Die Forderung des Tages massive Bedenken gegen eine Nationalsprache als lingua franca geäußert hatte.
1915 brachte Adalbert Baumann seinen Vorschlag für die Lösung des Sprachproblems unter der Bezeichnung Wede heraus. Nach einer kurzen Darlegung der Notwendigkeit einer Welthilfssprache und scharfer Kritik an den bisherigen Lösungsversuchen wie Volapük oder Esperanto schlug Baumann die Entwicklung einer Kunstsprache auf der Basis einer modernen Sprache vor. Als Ausgangspunkt seien im Prinzip sowohl Englisch als auch Deutsch geeignet, angesichts erster Erfolge in den Kriegsjahren 1914/1915 glaubte der Autor allerdings fest an den „Sieg des Deutschtums“: Die Vormachtstellung Englands in der Welt sei durch den Krieg schwer erschüttert und so „die Völkerauslese zugunsten des Deutschtums“ ausgefallen. Daher komme nur noch Deutsch in Frage. (Originalzitat Baumann: „Durch den sieghaften Weltkrieg 1914/15 ist Deutschlands politisches Gewicht und Ansehen beispiellos gewachsen, alle Welt wird die Freundschaft des Mächtigen suchen, wie die Blumen nach der Sonne werden sich alle bedeutenden Völker in den nächsten Jahrzehnten immer mehr gegen Deutschland neigen, um von ihm kulturelles Licht und soziale Sonne zu empfangen.“) Also formte er aus dem Deutschen, durch Übernahme von Elementen des Mittelhochdeutschen und Erleichterungen aus verschiedenen Dialekten, seine Kunstsprache. Die erste Fassung von Wede wurde schon 1916 durch eine noch weiter vereinfachte Version ersetzt. Der Grundsatz lautet: „Shraibe, wi du sprichst!“ Unter anderem wurde die Konjugation vereinfacht (nun nur noch mit „tun“), es gab nur noch einen Artikel (de) und Adjektive wurden nicht mehr an Substantive angepasst (z. B. de tolle Baum). Als Beispiel für die Anwendung Wedes legte Baumann ein Inserat vor, das wie folgt lauten solle: man (tut) suchen aine tüchtiche komi mit shöne handshrift. forzug: stenografi. oferten mit angabe fon alter an de adrese …
Im Unterschied zum Kolonial-Deutsch war Weltdeutsch nicht nur für den Gebrauch in den Kolonien gedacht, sondern als internationales Kommunikationsmittel „für unsere Bundesgenossen und Freunde!“.
1928 stellte Baumann sein weiter überarbeitetes Projekt unter dem Titel „Oiropa Pitshn“ vor.

## Beispiele
| Wede                                         | Deutsch                                          |
| -------------------------------------------- | ------------------------------------------------ |
| Unsere fater vele sein in himel,             | Vater unser im Himmel,                           |
| deine name sol werden geheiliet,             | Geheiligt werde Dein Name,                       |
| deine reik mes sukom uns,                    | Dein Reich komme,                                |
| deine wile meg geshê wi in himel so af erde. | Dein Wille geschehe, wie im Himmel so auf Erden. |
| Gewe uns unsere taglie brot,                 | Unser tägliches Brot gib uns heute.              |
| fergewe uns unsere shulda (feltrita),        | Und vergib uns unsere Schuld,                    |
| wi wir fergewe unsere feinda,                | wie auch wir vergeben unseren Schuldigern.       |
| u fire nit in fersukun uns,                  | Und führe uns nicht in Versuchung,               |
| sondern erlese uns fon ale iwela.            | sondern erlöse uns von dem Bösen.                |